# Раварано (Парма)
Раварано је насеље у Италији у округу Парма, региону Емилија-Ромања.
Према процени из 2011. у насељу је живело 131 становника. Насеље се налази на надморској висини од 669 м.